# Palmicellaria inermis
Palmicellaria inermis är en mossdjursart. Palmicellaria inermis ingår i släktet Palmicellaria och familjen Celleporidae. Inga underarter finns listade i Catalogue of Life.